# Dalweg (Baarn)
De Dalweg is een straat in Baarn in de Nederlandse provincie Utrecht.
De Dalweg is lager gelegen dan de zuidelijk liggende engh waarop Baarn is ontstaan. Het is een gebogen weg met woningen uit de dertiger jaren van de 20e eeuw. Deze oude dorpsweg ligt in het verlengde van de Kerkstraat en sluit aan op de Nieuwstraat tegenover Albert Heijn. 
Aan de noordelijke zijde van het gedeelte tussen de Berkenweg (vroeger Verlengde Dalweg) en de Eemnesserweg stond in 1818 alleen Villa Veltheim.